# Моравски рид
Моравски рид е част от Малешевска планина. Отделя се на изток от главното планинско било при Моравски връх (Ченгене кале); на север долината на Стара река го отделя от рида Рамно боре, на изток достига долината на Струма. Най-висок връх е Асенова чука (надм.вис. 1085 м). Ридът има заоблено било, стръмни северни и източни склонове и по-полегати южни склонове. Изграден е от метаморфни скали. Почвите са канелени горски. Билото е обрасло с високопланинска тревна растителност, склоновете - с бук и дъб.